# (37488) 3203 T-1
3203 T-1 (asteroide 37488) é um asteroide da cintura principal. Possui uma excentricidade de 0.08412520 e uma inclinação de 5.06609º.
Este asteroide foi descoberto no dia 26 de março de 1971 por Cornelis Johannes van Houten e Ingrid van Houten-Groeneveld e Tom Gehrels em Palomar.